# پیور اینترنشنال
پیور اینترنشنال (انگلیسی: Pure International) شرکت الکترونیک بریتانیایی است، که در سال ۲۰۰۲ تأسیس شد.